# Leonardo Paniagua
Leonardo Paniagua ist ein dominikanischer Bachatasänger.
Paniaguas musikalische Laufbahn begann eher zufällig. Ein Freund, der Sänger Danilo Rodriguez lud ihn ein, ihn bei Aufnahmen im Plattenstudio von Radio Guarachita zu besuchen. Einer der Begleitmusiker, der wusste, dass er eine hervorragende Stimme hatte, überzeugte den Produzenten, eine Probeaufnahme mit ihm zu machen. Paniagua sang den Titel Amada, amante, zu dem die Studiomusiker eine Begleitung improvisierten. Der Produzent war von der Aufnahme überzeugt und veröffentlichte sie als B-Seite von Felipe Rodríguez’ Single Insaciable. Diese wurde bei Radio Guarachita gespielt, wurde sofort ein Hit und machte ihn landesweit bekannt.
Neben Luis Segura wurde Paniagua mit Songs wie Un beso y una flor, Chiquitita, Mi secreto, El necio und Ella se llamaba Marta zum erfolgreichsten Sänger von Radio Guarachita. Bachata galt in den 1970er und 1980er Jahren als vulgäre Musik der unteren Bevölkerungsschichten, wurde mit Prostitution, Kriminalität und Armut assoziiert. Im Gegensatz zu Bachateros wie Marino Perez und Blas Duran setzte er sich von diesem Ruf ab und schuf Bachatas im Stil von Balladen. Chiquitita (1979) wurde eine der erfolgreichsten je aufgenommenen Bachatas (und später von ABBA gecovert).
1986 wechselte er zu Kubaney Records. Mit dem Song Fue do lois dos, einem Duo mit Esteban Mariano, begleitet vom Gitarristen Nelson Parades, gewann er 1998 als erster Bachatero einen Premio Casandra.